# Lichobory (stanice Moskevského centrálního okruhu)
Lichobory (rusky Лихоборы) je stanice na Moskevském centrálním okruhu. Je nazvána podle stejnojmenné nákladní stanice Malého okruhu Moskevské železnice (trať na které je linka Moskevský centrální okruh provozována), na jejímž severním zhlaví se nachází. Zde mají cestující k dispozici pohodlný přestup na stejnojmennou železniční zastávku, která je obsluhována linkou MCD-3.

## Charakter stanice
Stanice Lichobory se nachází na hranici čtvrtí Golovinskij rajon (Головинский район) a Koptěvo (Коптево) v Severním administrativním okruhu západně od křížení Malého okruhu Moskevské železnice s Leningradským směrem Okťabrské železnice, kterou Malý okruh Moskevské železnice překonává pomocí nadjezdu. 
Stanice má dvě zastřešená nástupiště, jedno ostrovní a jedno bokové. Disponuje jedním vestibulem, který se nachází nad nástupištěm a je propojen s nadchodem. Východy z něj míří k železniční zastávce Lichobory a k projezdu Čerepanovych (Проезд Черепановых), na kterým je vybudován nadchod spojující právě stanici MCO a železniční zastávku. Vstupní pavilony jsou v bílé barvě. U jižního vstupního pavilonu se plánuje vybudovat trojpatrové obchodně-zábavní centrum s parkovištěm pro 48 aut a také vícepodlažní parkoviště o celkové rozloze 15,8 tisíc m². U vstupu do budovy terminálu budou odpočinkové zóny, sportoviště, posilovací zařízení a hokejové kluziště. V blízkosti stanice se nachází depo metra Lichobory, které obsluhuje Ljublinsko-Dmitrovskou linku. 